# Ulysses von Salis
Ulysses von Salis-Soglio (Grüsch, 23 luglio 1594 – Igis, 3 febbraio 1674) è stato un militare e politico svizzero, al servizio dei Grigioni e del Regno di Francia durante la Guerra dei trent'anni. Fu in seguito landamano della Lega delle Dieci Giurisdizioni.

## Biografia
Ulysses von Salis era figlio terzogenito di Ercole von Salis e di sua moglie, Margaretha von Ott, dal 1606 accompagnò i due suoi fratelli maggiori all'Università di Heidelberg dove pure egli compì i propri studi. Dopo aver vissuto per qualche tempo a Parigi e poi ad Orléans, dal 1611 decise di intraprendere la carriera militare mettendosi al servizio del duca di Bouillon, Enrico de La Tour d'Auvergne.
Durante l'agitazione grigionese del 1616 venne nominato capitano. Dal 1621 al 1622 si pose al servizio del generale Ernst von Mansfeld. Nel 1624 ricoprì il ruolo di tenente colonnello nel reggimento francese di suo fratello Rudolf e dopo la morte di questi nel 1625 fu egli stesso a prendere la direzione degli uomini armati del reggimento, che comunque venne sciolto nel 1627. Come ricompensa per il servizio svolto, Salis ottenne di entrare a far parte della Guardia Svizzera dei grigioni. Dal 1631 divenne colonnello di un reggimento di fanteria dei grigioni col quale tra il 1635 ed il 1637 partecipò alla campagna della Valtellina condotta dal duca Enrico II di Rohan. Anche dopo il ritiro di Rohan, Salis rimase in servizio alla Francia.

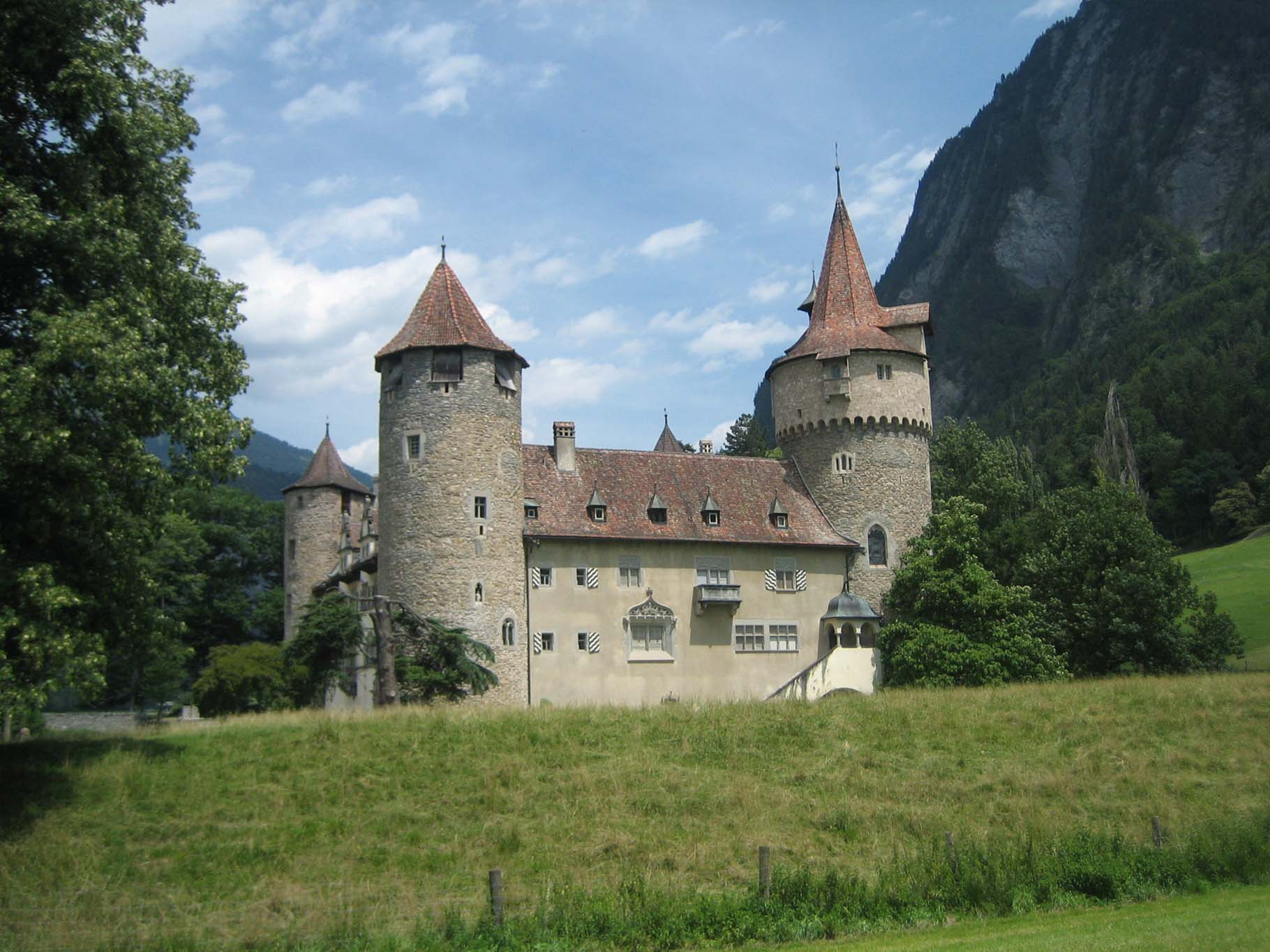
Il castello di Marschlins acquistato dal von Salis nel 1633

Nel 1633 acquistò nel frattempo le rovine del castello di Marschlins che egli restaurò facendo ricostruire il castello. Nel 1641 venne promosso feldmaresciallo. Nel 1643 condusse ulteriori campagne al servizio di re Luigi XIII di Francia sino a quando, dopo 27 anni di servizio militare, non decise definitivamente di trasferirsi nella sua residenza. Divenuto ormai una delle personalità più influenti delle Tre Leghe, dal 1646 al 1647 venne eletto landamano della Lega delle Dieci Giurisdizioni. Negli ultimi anni della sua vita dettò le sue memorie in italiano, comprendenti tutte le campagne militari sino al suo ritiro nel 1649. Tale opera venne pubblicata per la prima volta in stralcio nel 1858 ed in edizione integrale nel 1931.
Afflitto dalla gotta, Ulysses von Salis morì nel 1674 presso il suo castello di Marschlins all'età di quasi 80 anni. Venne sepolto successivamente presso la chiesa parrocchiale di Igis dove pure si era sposato con Violanta von Salis, figlia di Giovanni Battista, sua parente. Fu padre di figli Ercole (progenitore della linea dei Salis-Marschlins) e di Giovanni Battista.

## Ascendenza
|                              |   |                                | Genitori                           |  |  | Nonni |  |  | Bisnonni     |  |  | Trisnonni                    |  |
|                              |   |                                |                                    |  |  |       |  |  | Ercole Salis |  |  | Rodolfo Salis detto il Lungo |  |
|                              |   |                                |                                    |  |  |       |  |  | Ercole Salis |  |  | Rodolfo Salis detto il Lungo |  |
|                              |   | Maria de Sacco                 |                                    |  |  |       |  |  | Ercole Salis |  |  |                              |  |
| Abbondio Salis-Soglio        |   |                                |                                    |  |  |       |  |  | Ercole Salis |  |  |                              |  |
|                              |   | Maria Pestalozza di Chiavenna  | Abbondio Pestalozzi di Chiavenna   |  |  |       |  |  |              |  |  |                              |  |
|                              |   | Maria Pestalozza di Chiavenna  | Abbondio Pestalozzi di Chiavenna   |  |  |       |  |  |              |  |  |                              |  |
|                              |   | Maria Pestalozza di Chiavenna  | …                                  |  |  |       |  |  |              |  |  |                              |  |
| Ercole Salis-Soglio          |   | Maria Pestalozza di Chiavenna  |                                    |  |  |       |  |  |              |  |  |                              |  |
|                              |   | Alessandro Martinengo di Barco | Giovanni Maria Martinengo di Barco |  |  |       |  |  |              |  |  |                              |  |
|                              |   | Alessandro Martinengo di Barco | Giovanni Maria Martinengo di Barco |  |  |       |  |  |              |  |  |                              |  |
|                              |   | Alessandro Martinengo di Barco | Orsola Cesaresco                   |  |  |       |  |  |              |  |  |                              |  |
| Ortensia Martinengo di Barco |   | Alessandro Martinengo di Barco |                                    |  |  |       |  |  |              |  |  |                              |  |
|                              |   | Laura Gavardo                  | Graziolo Gavardo                   |  |  |       |  |  |              |  |  |                              |  |
|                              |   | Laura Gavardo                  | Graziolo Gavardo                   |  |  |       |  |  |              |  |  |                              |  |
|                              |   | Laura Gavardo                  | …                                  |  |  |       |  |  |              |  |  |                              |  |
| Ulysses von Salis-Soglio     |   | Laura Gavardo                  |                                    |  |  |       |  |  |              |  |  |                              |  |
|                              | … | …                              |                                    |  |  |       |  |  |              |  |  |                              |  |
|                              | … | …                              |                                    |  |  |       |  |  |              |  |  |                              |  |
|                              | … | …                              |                                    |  |  |       |  |  |              |  |  |                              |  |
| Jackob von Ott               | … |                                |                                    |  |  |       |  |  |              |  |  |                              |  |
|                              |   | …                              | …                                  |  |  |       |  |  |              |  |  |                              |  |
|                              |   | …                              | …                                  |  |  |       |  |  |              |  |  |                              |  |
|                              |   | …                              | …                                  |  |  |       |  |  |              |  |  |                              |  |
| Margaretha von Ott           |   | …                              |                                    |  |  |       |  |  |              |  |  |                              |  |
|                              |   | Hans von Buol                  | Hans von Buol                      |  |  |       |  |  |              |  |  |                              |  |
|                              |   | Hans von Buol                  | Hans von Buol                      |  |  |       |  |  |              |  |  |                              |  |
|                              |   | Hans von Buol                  | Magdalena Richter                  |  |  |       |  |  |              |  |  |                              |  |
| Anna von Buol                |   | Hans von Buol                  |                                    |  |  |       |  |  |              |  |  |                              |  |
|                              |   | Elisabeth Wenzinger            | …                                  |  |  |       |  |  |              |  |  |                              |  |
|                              |   | Elisabeth Wenzinger            | …                                  |  |  |       |  |  |              |  |  |                              |  |
|                              |   | Elisabeth Wenzinger            | …                                  |  |  |       |  |  |              |  |  |                              |  |
|                              |   | Elisabeth Wenzinger            |                                    |  |  |       |  |  |              |  |  |                              |  |